# Verbena dalloniana
Verbena dalloniana — вид рослин родини Вербенові (Verbenaceae), ендемік Чаду.

## Поширення
Ендемік Чаду.